# Compton Mackenzie
Edward Montague Compton Mackenzie, né le 17 janvier 1883 à West Hartlepool, dans le comté de Durham, en Angleterre, et mort le 30 novembre 1972 à Édimbourg (Écosse), est un écrivain et scénariste britannique.

## Biographie
Edward Montague Compton Mackenzie naît à West Hartlepool, dans le comté de Durham, dans une famille d'acteurs de théâtre, les Mackenzie, dont certains membres se servaient du nom de Compton, comme nom de scène, dont son grand-père Henry Compton, fameux acteur  shakespearien à l'époque victorienne. Son père, Edward Compton, et sa mère, Virginia Frances Bateman, étaient acteurs et directeurs de compagnies de théâtre ; sa sœur, l'actrice Fay Compton, fut la vedette de plusieurs pièces de J. M. Barrie, dont Peter Pan, son autre sœur, Viola Compton, était aussi actrice.
Il étudie l'histoire moderne au Magdalen College de l'université d'Oxford. Il devient ensuite écrivain, dramaturge et critique littéraire pour le Daily Mail.
Il se convertit au catholicisme en 1914 et développe des thèmes reliés à la foi dans sa trilogie romanesque The Altar Steps (1922), The Parson's Progress (1923) et The Heavenly Ladder (1924). Son titre le plus connu demeure néanmoins le roman humoristique Whisky à gogo (Whisky Galore, 1947), adapté au cinéma en 1949 sous le titre Whisky à gogo par Alexander Mackendrick.
Il épouse en 1905 Faith Stone qui meurt en 1960, puis en 1962 Christina McSween qui meurt un an plus tard, il épouse enfin en troisièmes noces sa belle-sœur Lilian McSween. Il développe une véritable passion pour les îles, ce qui l'amène à séjourner longuement à Capri, où il demeure jusqu'en 1920 à la villa Solitaria avec son épouse Faith qui est intime de la pianiste Renata Borgatti. Il y rencontre Axel Munthe et des homosexuels britanniques en exil. Il aime également les îles anglo-normandes de Herm et de Jéthou, proches de Guernesey. Il habite d'ailleurs Herm de 1920 à 1923, puis Jéthou de 1923 à 1931. Il s'est ensuite retiré sur l'île de Barra en Écosse. Il était fier de ses origines écossaises.
Dans L'homme qui aimait les îles, D.H. Lawrence fait le portrait d'un homme qui lui ressemble à s'y méprendre, au point que Compton Mackenzie a tenté d'empêcher la publication de cette longue nouvelle.

## Identité écossaise

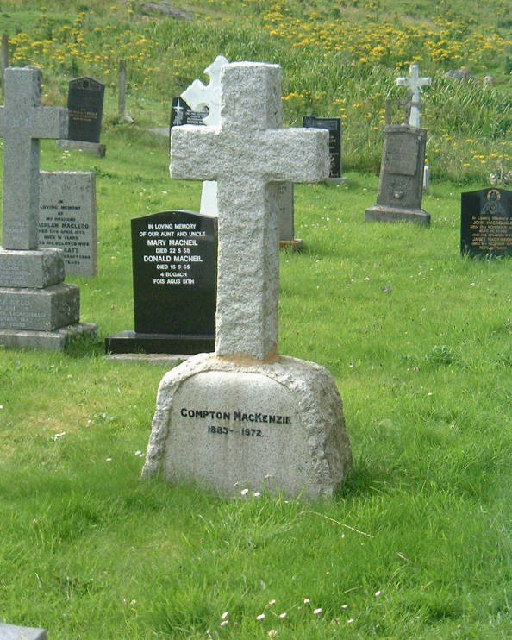
Sépulture de Compton Mackenzie à Barra.

Mackenzie s'est donné beaucoup de mal pour retracer les pas de ses ancêtres jusqu'à sa demeure spirituelle dans les Highlands, et a affiché un attachement profond et tenace à la culture gaélique tout au long de sa vie, longue et haute en couleur. Son biographe, Andro Linklater, remarque « Mackenzie n'était pas né en Écosse et ne parlait pas comme un Écossais. Cependant son imagination était vraiment écossaise. » C'était un ardent jacobite, troisième gouverneur général de la Royal Stuart Society et cofondateur du Scottish National Party. Il devint membre du Scottish Arts Club en 1929. Il fut recteur de l'université de Glasgow de 1931 à 1934, battant Oswald Mosley qui briguait ce poste.  
En 1920-1923, Mackenzie fut le locataire de Herm puis de Jethou jusqu'en 1931. Il fit construire une maison à l'île de  Barra, dans les années 1930. À Barra, il trouvait l'inspiration dans une solitude créative, et noua des amitiés avec beaucoup de gens qu'il qualifiait d'« aristocrates de la démocratie ». 
Il fut membre fondateur de l'éphémère organisation Clann Albain.

## Œuvre
- Poems (1907)
- The Gentleman in Grey (1907)
- The Passionate Elopement (1911)
- Carnival (1912) Publié en français sous le titre Carnaval, traduit par Marie Canavaggia, Paris, Les Écrits de France, 1946
- Kensington Rhymes (1912)
- Sinister Street (1914) Publié en français sous le titre L'Impasse, traduit par Gilbert et Patricia Signaux, Paris, Plon, 1953
- Guy and Pauline (1915)
- The Early Life and Adventures of Sylvia Scarlett (1918), adapté au cinéma en 1935 sous le titre de Sylvia Scarlett
- Poor Relations (1919)
- The Vanity Girl (1920)
- Rich Relatives (1921)
- The Altar Steps (1922)
- The Seven Ages of Woman (1923)
- The Parson's Progress (1923)
- Gramaphone Nights (1923)
- The Heavenly Ladder (1924)
- Santa Claus in Summer (1924)
- The Old Men Of the Sea (1924)
- Coral (1925)
- Fairy Gold (1926)
- Rogues and Vagabonds (1927)
- Vestal Fire (1927) Publié en français sous le titre Le Feu des vestales, traduit par Anouk Neuhoff, Paris, Payot & Rivages, 1998  (ISBN 2-228-89167-3)
- Extremes meet (1928)
- Extraordinary Women (1928)
- The Three Couriers (1929),
- Gallipoli Memories (1929)
- April Fools, A farce of manners (1930)
- Told (1930)
- First Athenian Memories (1931)
- Buttercups and Daisies (1931)
- Our Street  (1931)
- Unconsidered Trifles (1932)
- Greek Memories (1932)
- Lost Cause (1931)
- Prince Charlie (1932)
- Water on the Brain (1933) Publié en français sous le titre Le Secret de Pomona Lodge, traduit par S. Ch. de Léo, Paris, Tallandier, 1951
- Literature in My Time (1933)
- Reaped and Bound (1933)
- The Darkening Green (1934)
- Maraton and Salamis (1934)
- Prince Charlie and His Ladies (1934)
- Catholicism and Scotland (1934)
- The Book of Barra (1936)
- Figure of Eight (1936)
- Pericles (1937)
- The Four Winds of Love (6 volumes 1937–45)
- The Windsor Tapestry(1938)
- A Musical Chair (1939)
- Aegean Memories (1940)
- The Four Winds of Love (6 volumes 1937–45)
- The Red Tapeworm (1941)
- The Monarch of the Glen (1941),
- Calvary (avec F.C. Mackenzie) (1942)
- Keep the Home Guard Turning (1943)
- Mr Roosevelt (1943)
- Brockhouse (1944)
- Dr Benes (1946)
- The Vital Flame (1946)
- Whisky Galore (1947), adapté au cinéma en 1948 sous le titre de Whisky à gogo Publié en français sous le titre Whisky à gogo, traduit par Jean Périer, Paris, P. Horay, 1950
- All over the Place (1949), diary
- Hunting the Fairies (1949)
- The Rival Monster (1952)
- The House of Coalport 1750-1950 (1951)
- The Queen's House. A history of Buckingham Palace (1953)
- Realms of Silver. One Hundred Years of Banking in the East (1954)
- The Savoy of London (1953)
- Ben Nevis Goes East (1954)
- My Record of Music (1955)
- Thin Ice (1956)
- Sublime Tobacco (1957)
- Rockets Galore (1957), adapté au cinéma 1958 sous le titre de Rockets Galore!
- The Lunatic Republic (1959) Publié en français sous le titre La République lunatique, traduit par Régine Vivier, Paris, Denoël, coll. « Présence du futur » no 35, 1960
- Cats' Company (1960) avec des photos de Harrison Marks
- Greece in My Life (1960)
- Mezzotint (1961)
- Catmint (1961)
- On Moral Courage (1962)
- Look at Cats (1964)
- Little Cat Lost (1965)
- The Stolen Soprano (1965)
- Paper Lives (1966)
- The Stairs That Kept Going Down (1967)
- My Life and Times, autobiographie en dix volumes, chacun couvrant huit ans, et publiés sous le titre de "Octave One" à "Octave Ten" (1963 - 1971)
- The Strongest Man on Earth (1967)

## Filmographie

### Au cinéma

#### En tant que scénariste
- 1916 : The Ballet Girl, film muet britannique réalisé par George Beranger, scénario de Compton Mackenzie d'après son roman Carnival, avec John Stuart.
- 1949 : Whisky à gogo (Whisky Galore), film britannique réalisé par Alexander Mackendrick, scénario de Compton Mackenzie d'après son propre roman éponyme, avec Basil Radford, Joan Greenwood et Catherine Lacey.

#### Adaptations
- 1922 : Sinister Street, film muet britannique réalisé par George Beranger, d'après le roman Carnival, avec Alice Brady.
- 1932 : Dance Pretty Lady, film britannique réalisé par Anthony Asquith, d'après le roman Carnival, avec Ann Casson.
- 1935 : Sylvia Scarlett, film américain réalisé par George Cukor, d'après le roman The Early Life and Adventures of Sylvia Scarlett, avec Katharine Hepburn, Cary Grant et Brian Aherne.
- 1946 : Carnival, film britannique réalisé par Stanley Haynes, d'après le roman éponyme, avec Sally Gray.
- 1958 : Rockets Galore, film britannique réalisé par Michael Relph, d'après le roman Whisky Galore, avec Jeannie Carson et Donald Sinden.

### À la télévision
- 2000-2005 : Monarch of the Glen, série télévisée britannique créée par Michael Chaplin, d'après le roman Highland, avec Alexander Morton, Susan Hampshire et Hamish Clark.